# Waleed al-Hayam
Waleed Mohamed Abdulla al-Hayam (arabisch وليد محمد عبد الله الحيام, DMG Walīd Muḥammad ʿAbd Allāh al-Ḥayyām; * 3. Februar 1991 in Muharraq) ist ein bahrainischer Fußballspieler.

## Karriere

### Verein
Seit mindestens der Saison 2009/10 spielte er nun schon beim Muharraq Club. Bisher gewann er mit seinem Klub drei Mal die Meisterschaft und fünf Mal den King’s Cup. Weiter nahm er mit dem Team auch mehrfach am AFC Cup teil und war auch beim 3:0-Finalsieg über Nasaf Qarshi in der Ausgabe 2021 beteiligt.

### Nationalmannschaft
Seinen ersten bekannten Einsatz im Trikot der bahrainische A-Nationalmannschaft hatte er am 25. Dezember 2010 wo er bei einem 1:1-Freundschaftsspiel gegen Usbekistan in der Startelf stand. Nach einigen weiteren Freundschaftsspielen im Herbst des nächsten Jahres nahm er mit seinem Team dann auch noch an den Panarabischen Spielen 2011 teil und siegte im Finale dort mit 1:0 über Jordanien.
Im nächsten Jahr folgte für ihn noch ein Einsatz bei einem Qualifikationsspiel für die WM 2014, wie auch die Teilnahme mit seiner Mannschaft am Arabischen Nationenpokal 2012, wo man allerdings mit drei Niederlagen bereits nach der Gruppenphase ausschied. Nebst weiteren Freundschaftsspielen folgte im Jahr 2013, wie auch im darauffolgenden dann auch die Qualifikation für die Asienmeisterschaft 2015, wo er einige Einsätze sammelte.
Schlussendlich stand er auch mit im Kader der Mannschaft in der Endrunde dieses Turniers, erhielt hier aber nur bei der 0:2-Gruppenspielniederlage gegen den Iran einen Einsatz. Darauf folgten in dem Jahr noch ein paar Freundschaftsspiele für ihn, bis es dann mit der WM-Qualifikation für das Turnier im Jahr 2018 anfing. Hier aber war er mit seiner Mannschaft nicht erfolgreich und holte bei seinen Einsätzen keinen einzigen Punkt. Besser lief es dann bei der Qualifikation für die Asienmeisterschaft 2019, welche er mit seinem Team erfolgreich abschloss. Abgeschlossen wurde das Jahr dann noch mit dem Golfpokal 2017, bei welchem er es mit seinen Mitspielern bis ins Halbfinale schaffte.
Anfang 2019 war er dann auch bei der Endrunde der Asienmeisterschaft dabei und wurde hier in allen vier Spielen der Mannschaft eingesetzt. Im Spätsommer war er dann auch bei der Westasienmeisterschaft 2019 dabei, wo er mit seinem Team erstmals den Titel gewann. Danach ging es für ihn mit seiner Mannschaft dann los mit der 2022er WM-Quali und zum Ende des Jahres gewann er mit seiner Mannschaft auch erstmals beim Golfpokal 2019 auch dieses Turniers.
Nach weiteren Freundschafts- und Qualifikationsspielen war er dann auch beim Arabien-Pokal 2021 dabei und wurde hier in allen drei Gruppenspielen eingesetzt. Danach war er zuletzt noch in weiteren Qualifikationsspielen zur Asienmeisterschaft 2023 dabei und spielte auch beim Golfpokal 2023.